# Dulcia I van Provence
Dulcia I van Provence (circa 1090 – 28 november 1127) was van 1112 tot 1127 gravin van Provence.

## Levensloop
Dulcia was de dochter van graaf Gilbert van Gévaudan en gravin Gerberga van Provence. In 1112 erfde ze van haar moeder het graafschap Provence.
Op 3 februari 1112 huwde ze in Arles met graaf Raymond Berengarius III van Barcelona. In 1113 schonk ze haar graafschappen (Provence, Gévaudan en het burggraafschap Millau) aan haar echtgenoot, die haar gebieden regeerde onder de naam Raymond Berengarius I.
Het huwelijk tussen Dulcia en Raymond Berengarius III zorgde ervoor dat de belangen van het huis Barcelona in Occitanië toenamen, waardoor er een conflict ontstond met de graven van Toulouse. Dit conflict werd in 1125 opgelost, waarna het graafschap Toulouse een deel van het graafschap Provence kreeg.
In 1127 overleed Dulcia, wat het begin van een instabiele periode voor het graafschap Provence betekende. Sedertdien regeerde het huis Barcelona namelijk over Provence, maar deze opvolging werd betwist. Het gevolg was een jarenlange oorlog, die uiteindelijk door het huis Barcelona gewonnen werd.

## Nakomelingen
Dulcia I en Raymond Berengarius III kregen volgende kinderen:
- Raymond Berengarius IV (1113/1114-1157), graaf van Barcelona.
- Berengarius Raymond (circa 1115-1144), graaf van Provence.
- Bernat, stierf jong.
- Berengaria (1116-1149), huwde met koning Alfons VII van Castilië.
- Jimena (1117-1136), huwde met graaf Rogier III van Foix.
- Estefania (geboren in 1118), huwde met graaf Centule II van Bigorre.
- Almodis, huwde met Ponce de Cervera.